# マーガレット・サッチャー 鉄の女の涙
『マーガレット・サッチャー 鉄の女の涙』（原題: The Iron Lady）は、メリル・ストリープがイギリス首相のマーガレット・サッチャーを演じた2011年の伝記映画である。サッチャーの夫のデニス・サッチャーをジム・ブロードベント、長年サッチャー内閣を助け、後に副首相となるジェフリー・ハウをアンソニー・ヘッドが演じる。
この映画は、ジョン・キャンベルの伝記『鉄の女：マーガレット・サッチャー、食料品店の娘から首相まで』に大まかに基づいている。

## 概要
イギリス初の女性首相、マーガレット・サッチャーの人生を、戦中の若年期から1990年の首相退陣に至るまで回想を挟みながら描く。
政界引退後、認知症を患うマーガレットの実生活と重ね合わせながら、彼女のこれまで辿ってきた政治家、妻としての半生を振り返る構成で物語が進んでいく。既に亡くなっている夫デニスが幻覚としてマーガレットと生活を共にしているという設定であり、彼とのやり取りの中で、政治家としての生活を優先するあまり、妻として母としての役割を放棄してきた葛藤も描かれている。反面、子供たちとの描写は少なく、成人後の子供は娘のキャロルのみ登場し、息子のマークは登場しない。政治活動としてはヒース内閣での教育相時代を経て、経済建て直しのための国営化政策の撤廃、頻発する暴動への妥協無き対決、フォークランド紛争勃発当初のアメリカ側慎重論とそれへの反発も描かれている。
人頭税導入を強硬しようとして政界を去る部分については国民の反発というより、保守党内部での孤立と造反が主な原因であるかのように描写されている。なお、劇中何度か登場する暴動シーンには、本物の労働争議での記録映像が使用されている。

## あらすじ
現代イギリスの小さな食料品店で、一人の老婦人が買い物をする。牛乳の値段に驚きながら帰宅すると、彼女が勝手に邸宅を抜け出したことで、警備員や家政婦が困惑していた。夫デニスと食事を摂っているのだが、その夫の姿は彼女にしか見えない。
最近出版された伝記に、老婦人は「マーガレット・サッチャー」とサインをするが、つい旧姓の「マーガレット・ロバーツ」と書き間違えてしまった。そして、彼女は過去を回想していく。同世代の若い女性たちがお洒落に着飾る中、政治家の父の影響を強く受けたマーガレットは名門オックスフォード大学を志し、政治家の道を歩み始める。24歳で挑んだ初めての選挙で敗北した彼女に、「成功した実業家の妻なら、当選できる」とデニス・サッチャーがプロポーズする。二人の間には双子が生まれた。
子供達を振り切るように、34歳で下院議員に初当選するが、当時のイギリス議会には女性はほとんどおらず、異色の存在だった。やがて時は流れ、彼女は保守党内の揺さぶりをかけるため党首選に立候補しようとする。しかし、首相を目指すべきだという意見に担がれる形で、党首、そして1979年、主要国初の女性首相になり、「鉄の女」の異名で知られるようになる。その過程で、ボイストレーニングをし、裕福な婦人風の帽子を止めてイメージチェンジを図る。しかし、デニスから双子出産の祝いに贈られた真珠の二連ネックレスは外さなかった。
彼女の示す改革はなかなか受け入れられず、支持率も上がらない。ところが、1982年、フォークランド紛争が勃発。マーガレットは領土を死守すべく強硬姿勢を貫く。苦境を英国の勝利で乗りきると、支持率は高まり、また政策の成功から好景気に沸く。いつしか首相在任10年を迎えていた。そんなマーガレットが苦しんだのは、1984年に遭ったIRA暫定派によるテロだった。共にホテルに滞在していたデニスの死をも覚悟したが、幸い無事であったが、老いたマーガレットもテロには強硬な姿勢で臨むべきと繰り返すほどに、強い衝撃を残した。
しかし、マーガレットの厳しい言動は、保守党内での離反を招いた。デニスの忠告を振り切り、冷戦終結に伴う国際会議に出席している間、サッチャー降ろしの動きは加速。デニスの助言を入れて、党首選での敗北より名誉ある辞職を選択する。
老いたマーガレットは、認知症を患いながらも、夫の遺品を整理し思い出を振り切ろうとしていた。そんな彼女を、娘のキャロルや家政婦が支えつつ、穏やかに余生を送るのだった。

## キャスト
※括弧内は日本語吹替
- マーガレット・サッチャー - メリル・ストリープ（高島雅羅）
  - 若き日のマーガレット[11] - アレクサンドラ・ローチ（本名陽子）
- デニス・サッチャー[12] - ジム・ブロードベント（糸博）
  - 若き日のデニス - ハリー・ロイド（杉山大）
- キャロル・サッチャー - オリヴィア・コールマン（勝生真沙子）
- ゴードン・リース（英語版） - ロジャー・アラム（英語版）（長島真祐）
- ジューン - スーザン・ブラウン（英語版）（仲村かおり）
- ジム・プライアー（英語版） - ニック・ダニング（英語版）
- エアリー・ニーブ（英語版） - ニコラス・ファレル（英語版）
- アルフレッド・ロバーツ（英語版） - イアン・グレン
- マイケル・ヘーゼルタイン - リチャード・E・グラント
- ジェフリー・ハウ - アンソニー・ヘッド（板取政明）

## 製作
撮影は2011年1月31日よりイギリスで開始された。
2011年1月、メリル・ストリープはこの役の演じる準備として英国国会議員を観察するために庶民院を訪れた。撮影の多くは、イギリスの国会議事堂と建築様式が類似するマンチェスター・タウンホールで行われた。
メリル・ストリープは「この驚くべき女性を通じて歴史をひもといていくお仕事は、非常に難しくもあり、またワクワクするような挑戦です。この役柄には、実際のサッチャー女史が抱いていたような情熱と注意深さを持って挑もうと思います。わたしの気力が彼女の持っていた気力に近づくことを期待するのみです」と語っている。

## 公開
予告編の音楽にはマッドネスの「Our House」が使われた。また、ティーザー予告編にはクリント・マンセル作曲の『月に囚われた男』のテーマ曲が使われた。

## 評価
レビュー・アグリゲーターのRotten Tomatoesでは235件のレビューで支持率は52%、平均点は5.70/10となった。Metacriticでは41件のレビューを基に加重平均値が52/100となった。
本作のサッチャーの描写について、彼女の子供のマークとキャロルが、映画の完成前に「左翼から見たファンタジーのような映画」と述べたと報じられている。サッチャー本人と2人の子供はこの映画を観ていない。
本作でのメリル・ストリープの演技は、英国を始め世界的に高く評価されているが、英国メディアの作品に対する評価はそれほど高くなく、映画としての深みに欠けるとされる。英国紙の一つ『デイリー・テレグラフ』は、「認知症の方々への配慮が感じられない。製作者がサッチャーに関して何を伝えようとしているのかが不明」とし、4つ星満点で2つ星と評した。
2011年11月29日、第77回ニューヨーク映画批評家協会賞の結果が発表され、本作の演技によりストリープは主演女優賞を受賞した。2012年2月26日、第84回アカデミー賞においても主演女優賞を受賞した。